# LDE – Pegasus
Die Pegasus war eine Personenzug-Schlepptenderlokomotive der Leipzig-Dresdner Eisenbahn-Compagnie (LDE). Sie war eine der ersten in Chemnitz und in Deutschland gebauten Lokomotiven.

## Geschichte
Die PEGASUS wurde 1839 als erste Lokomotive von der Sächsischen Maschinenbau-Compagnie in Chemnitz gebaut, die Montage erfolgte durch den seinerzeitigen Werkmeister Johann Heinrich Ehrhardt. 1842 wurde sie nach längerem Probebetrieb von der Leipzig-Dresdner Eisenbahn-Compagnie für 6250 Taler angekauft.  Dabei wurde die unbrauchbare Lokomotive COLUMBUS in Zahlung genommen. Konstruktiv basierte die PEGASUS auf der englischen Lokomotive STURM.
1862/63 wurde die Lokomotive bei der LDE ausgemustert.